# Dick de Graaf
Dick de Graaf (* 17. November 1954 in Nijkerk) ist ein niederländischer Musiker des Modern Jazz. Er spielt Tenorsaxophon und Flöte.

## Leben und Wirken
De Graaf lernte als Schüler Querflöte. Während seines Linguistikstudiums wechselte er zum Tenorsaxophon und studierte von 1980 bis 1985 am Konservatorium von Rotterdam. Während dieser Zeit spielte er im Duo mit dem Pianisten Albert Veenendaal und absolvierte erfolgreich mehrere Nachwuchswettbewerbe. Auch spielte er in den Bigbands von John Clayton, Jeff Reynolds und Frank Grasso und war von 1984 bis 1987 Mitglied des „Amstel Octets“. Mit seinem eigenen Quartett spielte er das Album „Hot, Hazy and Humid“ ein und unternahm internationale Tourneen. 1987 gründete er ein Septett, mit dem er in Belgien, Deutschland, Finnland, Frankreich, Irland, Kanada und der Schweiz konzertierte und vier Alben einspielte. Weiterhin war er auch in kleineren Combobesetzungen sowie in mehreren, z. T. ungewöhnlich besetzten Trios und einem Holzbläserensemble aktiv. Bei Auftritten und im Studio spielte er außerdem mit Chet Baker, Han Bennink, Misha Mengelberg, Jasper van’t Hof, Tom Harrell, John Engels, Rein de Graaff und Tony Lakatos. Mit jungen Griotmusikern aus Mali entwickelte er das Projekt Djigui: les Sofas de Bamako, das auch beim Festival Mundial 2000 in Tilburg auftrat. Für das Franz Schubert Festival in Basel erhielt er 2002 einen Kompositionsauftrag.
Seit 1989 unterrichtet er am Konservatorium von Rotterdam. 1994 wurde er mit dem „Challenge Award“ ausgezeichnet. Martin Kunzler zufolge verfügt er als Komponist und Arrangeur „über eine enorme Farbsicherheit“.

## Diskographische Hinweise
- November (1989)
- Heartbeat (1993, mit Ge Bijvoet, Hans Sparla, Michael Gustorff, Onno Kelk, Egon Kracht, Pieter Bast)
- Sailing (1995)
- Schubert Impressions for Jazzquintet (2003, mit Andrea Pozza, Stephan Kurmann, Norbert Phammatter, Daniel Pezzotti)
- Trio Nuovo: Jazz Meets Tango (2006, mit Michael Gustorff und Sandra Coelers)

## Lexigraphische Einträge
- Martin Kunzler: Jazz-Lexikon. Band 1: A–L (= rororo-Sachbuch. Bd. 16512). 2. Auflage. Rowohlt, Reinbek bei Hamburg 2004, ISBN 3-499-16512-0.